# كلاوديو كافييرو
كلاوديو كافييرو (بالإيطالية: Claudio Cafiero)‏ (19 سبتمبر 1989 - ) هو لاعب كرة قدم إيطالي في مركز الدفاع. شارك مع منتخب إيطاليا تحت 17 سنة لكرة القدم. أما مع النوادي، فقد لعب مع نادي روما ونادي كروتوني ولاتينا كالتشيو وASD Cassino Calcio 1924 ‏ ونادي أبريليا راسينغ كلوب ‏ وASD Victor San Marino ‏.

## روابط خارجية
- كلاوديو كافييرو على موقع قاعدة بيانات كرة القدم.إي يو (الإنجليزية)
- كلاوديو كافييرو على موقع Soccerway.com (الإنجليزية)